# رومن راديف
رومن غيورغييف راديف (بالبلغارية: Румен Георгиев Радев) (مواليد 18 يونيو 1963) هو اللواء البلغاري الرئيسي للاحتياطي و‌الرئيس الحالي لبلغاريا منذ يناير 2017. وكان راديف قد عمل سابقًا قائدًا للقوات الجوية البلغارية. وفاز بانتخابات 2016 الرئاسية، باعتباره مرشحًا مستقلاً يدعمه الحزب الاشتراكي البلغاري، وهزم مرشحة مواطنون من أجل التنمية الأوروبية في بلغاريا تسيتسكا تساشيفا في الجولة الثانية.
ولد راديف في 18 يونيو 1963 في ديميتروفغراد، بلغاريا. وأسرته من سلافيانوفو في منطقة هاسكوفو. في 1982 تخرج من المدرسة الرياضية في هاسكوفو مع الميدالية الذهبية.

## السيرة الذاتية
وُلد راديف في 18 يونيو 1963 في ديميتروفغراد، بلغاريا. تنحدر عائلته من منطقة هاسكوفو وبالتحديد من سلافيانوفو. في عام 1982، تخرج من مدرسة الرياضيات في هاسكوفو بميدالية ذهبية. تخرج من جامعة جورجي بنكوفسكي للقوات الجوية البلغارية بتفوق في عام 1987. في عام 1992، تخرج من مدرسة ضباط السرب التابعة للقوات الجوية الأمريكية في قاعدة ماكسويل الجوية. في الفترة من عام 1994 إلى 1996، درس في كلية دفاع وهيئة أركان راكوفسكي، حيث كان أيضًا من الطلاب المتفوقين في الجامعة. حصل على درجة الدكتوراه في العلوم العسكرية في مجال تحسين التدريب التكتيكي لأطقم الطيران ومحاكاة القتال الجوي.
في عام 2003، تخرج من الكلية الحربية الجوية في قاعدة ماكسويل الجوية في الولايات المتحدة بدرجة الماجستير في الدراسات الاستراتيجية مع مرتبة الشرف.

## الرئاسة

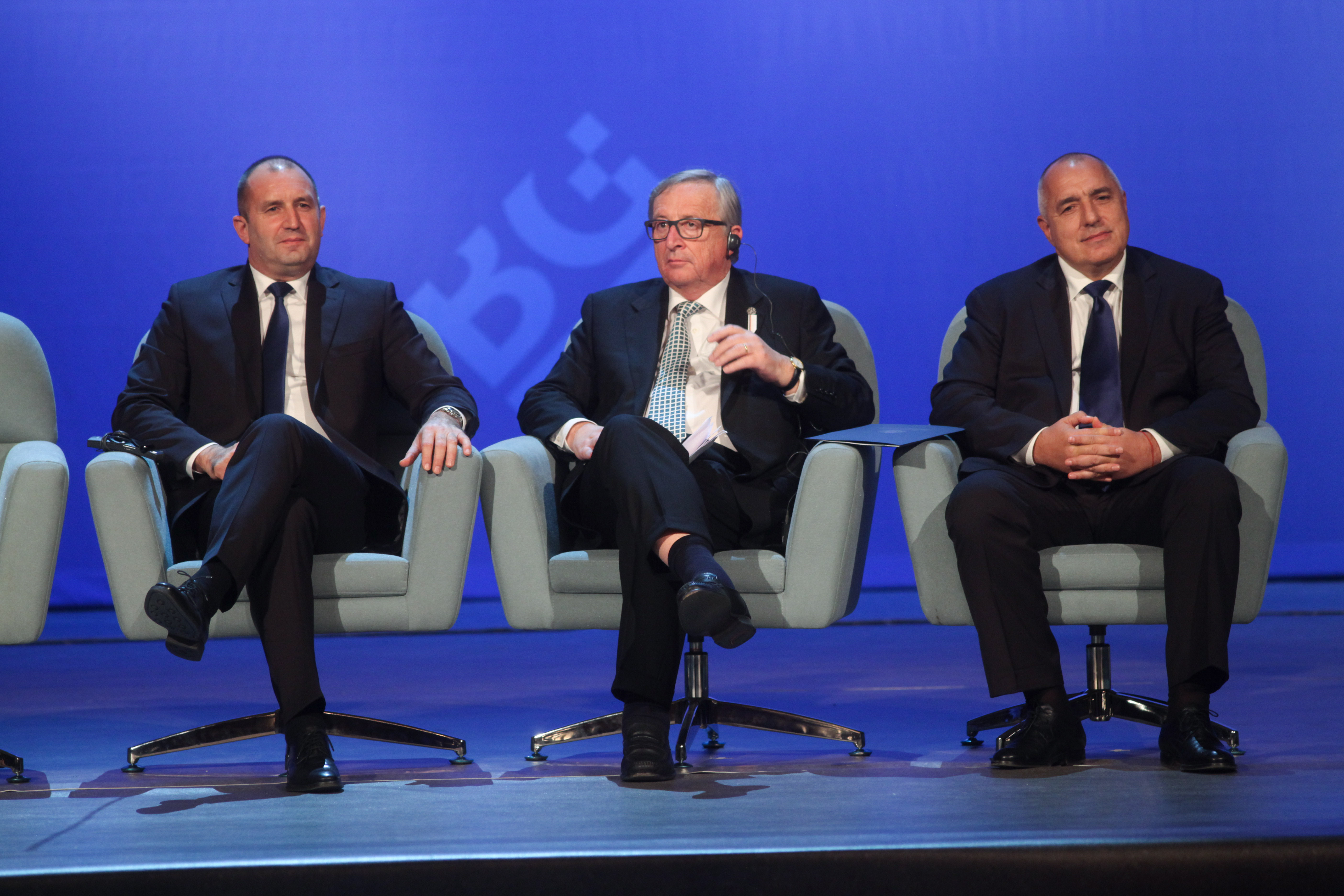
رومين راديف، رئيس جمهورية بلغاريا (يسار)، جان كلود يونكر، رئيس المفوضية الأوروبية (وسط)، بويكو بوريسوف، رئيس وزراء بلغاريا (يمين)

في أغسطس 2016، رشح الحزب الاشتراكي البلغاري المعارض والحزب البديل للنهضة البلغارية راديف رسميًا لمنصب الرئاسة في نوفمبر 2016. في الشهر نفسه، سحب الحزب البديل للنهضة البلغارية ترشيح الجنرال راديف للرئاسة لصالح إيفايلو كالفين.
في الجولة الأولى من الانتخابات، والتي أجريت في 6 نوفمبر 2016، حلّ راديف بالمرتبة الأولى وحصل على نسبة 25.44% من الأصوات. تنافس ضد مرشحة حزب مواطنون من أجل التنمية الأوروبية في بلغاريا، تسيتسكا تساشيفا دانغوفسكا، في جولة الإعادة يوم الأحد التالي بتاريخ 13 نوفمبر. تغلب عليها وفاز بنسبة 59.37% من التصويت الشعبي.

### مواجهة رئيس الوزراء بوريسوف
انتقد راديف رئيس الوزراء البلغاري بويكو بوريسوف باستمرار منذ انتخابه رئيسًا، إذ اعتبره شخصًا يسمح بالفساد من خلال أسلوب قيادته المتهور، فضلًا عن محاولة تضييق الخناق على معارضته السياسية. بسبب ذلك، استخدم راديف حق النقض مرارًا وتكرارًا ضد المقترحات التشريعية التي تقدم بها حزب بوريسوف، مواطنون من أجل التنمية الأوروبية في بلغاريا، للبرلمان البلغاري، فأصدر ما مجموعه تسعة عشر حق نقض في أول عامين ونصف من فترة رئاسته. من جانب آخر، اتهم بوريسوف في كثير من الأحيان راديف بتخريب عمل الحكومة، بالإضافة إلى دعم الحزب الاشتراكي المعارض خلال فترات الحملة الانتخابية.
في خطاب العام الجديد الذي ألقاه راديف أمام الشعب البلغاري عام 2019، والذي أُذيع على جميع القنوات التلفزيونية البلغارية تقريبًا، ذكر أنه يرى حكومة بوريسوف غير ناجحة في معالجة الفساد، وأنها وضعت البلاد في حالة ركود اقتصادي مع ارتفاع الأسعار وانخفاض الأجور، ما أسفر عن تقويض نزاهة الانتخابات، بالإضافة إلى تراجع القانون والعدالة.

#### حق نقض صفقة شراء طائرات إف-16
في يونيو 2019، استخدم راديف حق النقض ضد عقد حكومي كبير لشراء عدة طائرات مقاتلة من طراز إف-16 من الولايات المتحدة بتكلفة تبلغ نحو ملياري ليف بلغاري. انتقد راديف الصفقة بشدة متهمًا الحكومة بالسلطوية وصرح باعتقاده أن الحكومة وافقت على خفض درجات إلكترونيات الطيران والعتاد الحربي للطائرات، للحصول على سعر شراء أقل، وهو ما اعتبره أيضًا باهضًا جدًا مقارنة بالقيمة الفعلية. أضاف أنه بصفته طيارًا سابقًا وقائدًا للقوات الجوية، لم يعتقد أن الصفقة تصب في مصلحة بلغاريا. رفضت الأغلبية المؤيدة للحكومة في الجمعية الوطنية البلغارية حق النقض الذي تقدم راديف به وجرى التوقيع على الصفقة رغم ذلك.

#### رفض تعيين غيشيف مدعيًا عامًا
في نوفمبر 2019، رفض راديف التوقيع على المرسوم الذي يعين إيفان غيشيف في منصب رئيس النيابة العامة في بلغاريا، عقب انتخاب المجلس القضائي الأعلى في بلغاريا غيشيف للمنصب. لم يصرح رسميًا بالدافع وراء رفضه كتابيًا، بل قرر أن يفسر ذلك شخصيًا لوسائل الإعلام. قال راديف أن غيشيف كان المرشح الوحيد للمنصب وذكر أن طبيعة المرشح الوحيد في انتخابه حظيت بتأييد حكومة بوريسوف. وأعرب عن رأي مفاده أن ترشيح غيشيف لم يؤيده سوى المؤسسات الخاضعة للحكومة وليس المؤسسات المدنية، الأمر الذي أدى في رأيه إلى انعدام ثقة الشعب في المؤسسة. رفض المجلس الأعلى للقضاء العدول عن قراره وصوت لصالح غيشيف مجددًا ما أدى إلى فرض شرط دستوري على راديف بصفته رئيسًا للتوقيع على المرسوم. صرّح راديف بأنه يرفض انتهاك الدستور، فوقع على المرسوم بعد اجتماع مع غيشيف، ولكنه دعا إلى إدخال تغييرات على دستور بلغاريا.

## وصلات خارجية
- رومن راديف على موقع مونزينجر (الألمانية)